# Chetput
Chetput är en del av en befolkad plats i Indien.   Den ligger i distriktet Chennai och delstaten Tamil Nadu, i den södra delen av landet, 1 800 km söder om huvudstaden New Delhi. Chetput ligger 12 meter över havet och antalet invånare är 18 326.
Terrängen runt Chetput är mycket platt.  Närmaste större samhälle är Madras, 4,5 km öster om Chetput. Runt Chetput är det i huvudsak tätbebyggt.